# Elektrokardiogram

Zpomalené znázornění elektrické aktivity srdce

Elektrokardiogram (zkráceně EKG) je záznam časové změny elektrického potenciálu způsobeného srdeční aktivitou. Tento záznam je pořízen elektrokardiografem.

## Elektrokardiografie
EKG je standardní neinvazivní metodou funkčního vyšetření elektrické aktivity myokardu. Na rozdíl od CNS vykazuje práce srdce daleko větší synchronicitu a periodicitu. Signál se šíří z myokardu poměrně snadno všemi směry do celého těla, aniž by byl výrazněji zeslabován. EKG signál proto můžeme zaznamenat v poměrně velké amplitudě (jednotky až desítky mV) prakticky na libovolném místě tělesného povrchu.

## Vznik a průběh EKG signálu

Běžný průběh signálu EKG.

Impuls pro kontrakci myokardu vzniká v tzv. sinoatriálním (SA) uzlu v oblasti pravé předsíně, odkud se šíří dál. Pro účel našeho stručného výkladu je důležité si uvědomit, že tento primární signál je natolik slabý, že jej při běžném záznamu EKG prakticky nezaznamenáme. První vlna signálu, kterou můžeme na EKG záznamu vidět, je vlna P, která svědčí o depolarizaci předsíní, tedy o jejich počínající kontrakci. Samotnou repolarizaci předsíní na EKG nejsme schopni rozpoznat, neboť příslušný biosignál je zastíněn daleko vyšším signálem, pocházejícím od depolarizace komor; tento signál je charakterizován komplexem vln QRS. Následující vlna T svědčí o následné repolarizaci komor. (Nemůžeme se zabývat podrobně interpretací, fyziologií či patofyziologií EKG, proto se omezujeme na jeho základní popis.)

## Einthovenovy (bipolární) svody
Historicky zavedl elektrokardiografii jako klinickou metodu r. 1906 holandský lékař Willem Einthoven (čti: Einthofen). EKG signál u člověka zaznamenal strunovým galvanometrem mezi horními končetinami, a to pro snadnost připojení elektrod na zápěstí. Měřený signál pak odpovídá rozdílu potenciálů mezi oběma elektrodami, jedná se proto o bipolární zapojení. Označíme-li pravou ruku písmenem R (right, standardně označena červenou barvou) a levou L (left, žlutá), pak signál L-R označujeme jako I. Einthovenův svod. Později byla další elektroda připevněna poblíž kotníku levé nohy F (foot, zelená) a tím pádem možnost měřit rozdíl potenciálů F-R (II. Einthovenův svod) a F-L (III. Einthovenův svod). Elektroda N (neutrální - černá), která se připojuje na pravou nohu, se do vlastního snímání nezapočítává a slouží pouze jako uzemnění. („Pouze“ neznamená, že by bylo možno ji beztrestně vynechat, neboť pak by měření bylo narušeno různými poruchami a hrozilo by i poškození citlivých vstupních zesilovačů.)

## Vektor srdeční osy
Jaký má význam sledovat signál od jednoho zdroje (myokardu), snímaný zároveň z několika elektrod? Můžeme si představit, že sumační potenciál všech buněk myokardu vytváří v prostoru jakýsi elektrický dipól, který v průběhu srdeční periody mění svůj směr a svou velikost. Tento pomyslný vektor nazýváme vektorem elektrické srdeční osy. Protože se mění v čase, liší se jeho velikost i směr v okamžiku, kdy nabývají maxima různé vlny EKG záznamu. Největší a nejdůležitější je směr vektoru elektrické srdeční osy pro komplex QRS.

## Einthovenův trojúhelník
Představíme-li si nyní bipolárně zapojené Einthovenovy svody I, II a III jako strany rovnostranného (tzv. Einthovenova) trojúhelníku, v jehož vrcholech jsou umístěny elektrody R, L a F, pak nám vznikne souřadný systém tří os, vzájemně natočených o 60 stupňů (počítáme i opačné směry os), do kterého se promítá vektor srdeční osy. Podle polarity a velikostí jednotlivých vln EKG záznamu v jednotlivých svodech pak můžeme spočítat, či alespoň na první pohled odhadnout, natočení vektoru elektrické srdeční osy. Tak např., pokud se vlna R jeví nejvyšší ve II. svodu, pak můžeme odhadnout, že vektor elektrické srdeční osy leží přibližně ve směru strany Einthovenova trojúhelníka, representující II. svod, tedy ve směru vpravo dolů (při pohledu proti pacientovi). To je přibližně normální (obvyklý) sklon elektrické srdeční osy. Směr vodorovně vpravo označuje 0 stupňů a úhlové stupně se měří od tohoto směru po směru hodinových ručiček, a proto směr II. kanálu odpovídá sklonu srdeční osy +60 stupňů. Odchylky od normy označujeme jako stočení elektrické osy doprava či doleva.

## Goldbergerovy (unipolární) svody
Pro lepší rozlišení byly později doplněny Einthovenovy svody o další směry: Spojením končetinových elektrod přes stejně velké odpory byl vytvořený virtuální střed (tzv. Wilsonova svorka), do kterého byly zapojeny referenční vstupy tří dalších diferenčních zesilovačů. Vektory nových souřadných os, které tak vznikly, si můžeme představit jako šipky, vedoucí ze středu (z těžiště) rovnostranného Einthovenova trojúhelníku směrem k jeho vrcholům, reprezentujícím elektrody R, L, F; nově vzniklé svody pak byly pojmenovány VR, VL a VF.
V tomto historickém okamžiku se ovšem ještě nepoužívaly elektronické zesilovače, proto bylo na závadu, že těžnice trojúhelníka VR, VL a VF jsou kratší než jeho strany, a tím pádem i získaný signál byl nízký. Vylepšením tohoto systému proto bylo zapojení, kdy se nevytvořil centrální bod uprostřed trojúhelníka pro všechny elektrody, ale pro každý referenční bod byl vytvořen bod ze dvou odporů, spojujících zbývající elektrody. Geometricky to znamená, že šipky vektorů nevycházejí se středu (těžiště) trojúhelníka, ale ze středů protilehlých stran; nejsou to tudíž těžnice, ale výšky trojúhelníka; jejich směr je stejný, ale jejich délky, a tím pádem i velikost získaného signálu, o 1/2 vyšší, proto se označují písmenkem 'a' jakožto 'augmentované', tj. prodloužené. Tímto způsobem osvětlujeme dodnes používané označení odpovídajících svodů jako aVR, aVL, aVF. Říkáme jim Goldbergerovy svody a na rozdíl od Einthovenových bipolárních svodů, kde každý svod representuje rozdíl potenciálu mezi dvěma elektrodami, se jedná o svody unipolární, kde každý svod representuje potenciál jen jedné příslušné elektrody.

## Standardní končetinové svody
Doplněním Einthovenových bipolárních svodů I, II, III o Goldbergerovy unipolární svody aVR, aVL a aVF získáme celkem 6 os, vzájemně natočených o 30 stupňů, do kterých se může promítat vektor elektrické srdeční osy. Vzhledem k tomu, že všech šest uvedených svodů je odvozeno z potenciálu tří končetinových elektrod, nazýváme je šesti standardními končetinovými svody. Rovina, ve které odpovídající souřadné osy leží, je zhruba rovnoběžná s plochou stolu, na kterém leží na zádech vyšetřovaný pacient.

## Hrudní svody
Průběhem doby vznikla potřeba vyšetřovat pohyb elektrického srdečního vektoru v prostoru, tj. bylo nutno umístit elektrody v rovině pokud možno kolmé na tuto rovinu. Toho se dosáhlo pomocí šesti elektrod V1 až V6, umístěných přímo na hrudníku vyšetřované osoby tak, že elektrody V1 a V2 leží ve čtvrtém mezižebří vpravo a vlevo od sterna, dále vlevo elektroda V3 a dále stále ekvidistantně umísťované elektrody V4, V5 a V6 leží v pátém mezižebří: V4 v čáře probíhající středem levého klíčku, V5 v čáře probíhající přední řasou podpažní jamky a konečně V6 v čáře pod středem podpažní jamky.

## Použití
- Posouzení, zda je srdeční aktivita normální, nebo zda dochází k jejím poruchám.
- Odhaluje akutní či proběhlé poškození srdečního svalu, především infarkt myokardu.
- Může odhalit poruchy distribuce elektrolytů.
- Detekce poruchy převodního systému srdečního a blokád I. a II. řádu.
- Nástroj pro screening ischemické choroby srdeční během zátěžových testů.